# Bartkowice
Bartkowice is een plaats in het Poolse district  Częstochowski, woiwodschap Silezië. De plaats maakt deel uit van de gemeente Kłomnice en telt 310 inwoners.